# ボリス・ムラヴィエフ
ボリス・ペトロヴィッチ・ムラヴィエフ（ロシア語: Борис Муравьёв; 1890年3月8日 - 1966年9月2日）は、ロシアの歴史家、哲学者、作家、大学教授である。彼の業績は、3巻の著作『グノーシス：東方正教の秘教的伝統についての研究と解説』で知られている。

## 経歴

### 初期の年代: ロシア
ムラヴィエフは、1890年3月8日に帝政ロシアのクロンシュタットで生まれた。彼は、ピョートル・ペトロヴィッチ・ムラヴィエフ伯爵の3人息子の次男で、父親はロシア帝国海軍の提督および国務長官であった。
彼の先祖には、ニコライ・ムラヴィエフ＝カルスキー将軍、アンドレイ・ムラヴィエフ（作家A.N.ムラヴィエフ）、ミハイル・ムラヴィエフ＝ヴィレンスキー伯爵、ニコライ・ムラヴィエフ＝アムールスキー将軍が含まれる。
ムラヴィエフはロシア帝国海軍士官学校の士官候補生であり、特に1909年から1912年まで巡洋艦オーロラに乗艦していたとき階級が上がった。
1917年にオーロラは名声を獲得し、ボリシェヴィキ革命の始まりを示す合図を送った。第一次世界大戦中、彼は黒海艦隊で勤務した。1916年に中尉に昇進し、自らが設計者であり提唱者であった高速魚雷艇の小艦隊を指揮した。
1917年3月、27歳でフリゲート艦長に昇進し、後にジョージ・リヴォフ公が率いる最初の臨時政府でアレクサンドル・ケレンスキーの主席私設秘書に任命された。その後、ケレンスキーによって黒海艦隊の副参謀長に任命され、ケレンスキーは1917年の十月革命でボリシェヴィキによって打倒されるまでロシア政府の首班となる。
ムラヴィエフは、1918年のブレスト＝リトフスク条約の締結直後に軍を離れたが、クリミアに留まり、ビジネス、考古学的な活動、秘教や歴史研究に専念した。1920年末、ムラヴィエフはロシアを離れてコンスタンティノープルに向かい、1922年にブルガリアに移り、1924年まで滞在した。
ムラヴィエフは、彼の大叔父（1874年に死去）であるアンドレイ・ムラヴィエフ（A.N. ムラヴィエフ）が残した示唆に助けられ、若いころから東方正教会の秘教的伝統に関心を抱いていた。
アンドレイ・ムラヴィエフは、アトス山にある正教会の大修道院のひとつ、聖アンドレア修道院の創設者で、秘教的伝統の痕跡と共通紀元(Common Era)はじめの数世紀の写本を見つけるために、エジプト、アルメニア、クルディスタン、そしてペルシャにまで赴き調査を行っていた。

### 亡命
ムラヴィエフは、1920年から1921年のコンスタンチノープルに滞在中、P.D.ウスペンスキーによる公開講義に参加し、グルジエフと知り合う。その後、フランスのフォンテーヌブローとパリでも彼と交流があった。 
ムラヴィエフとウスペンスキーは親しい友人となり、パリやロンドンで多くの年月を共にし、特に『奇蹟を求めて』(In Search of the Miraculous)の原稿に取り組む。1937年5月、彼らがロンドン近くのラインプレイスマナーで会ったのが最後となった。1957年にムラヴィエフは、ウスペンスキーとグルジエフとの関係について、雑誌『サンテーズ』の「ウスペンスキーとグルジエフそして『知られざる教えの断片』」で詳細に述べている。

### フランス
1924年にムラヴィエフは難民としてフランスに到着した。最初はパリに住み、その後ボルドーに移る。 
1935年ボルドーで、彼はラリッサ・バソフ＝ヴォルコフと出会った。彼女は1901年にウズベキスタンのタシュケントに生まれ、過去にバレリーナとして活動していた。また、最初の結婚時の子供、ボリス・ヴセヴォロド・ヴォルコフ（1928年ヌイイ生まれ）がいた。 
1936年にムラヴィエフは彼女と結婚し、子供と3人でパリに移住する。  
1941年まで、ムラヴィエフは様々な石油会社のコンサルティング・エンジニアとして働きながら、余暇を歴史的研究と東方正教の秘教的伝統の探求に捧げていた。1921年からムラヴィエフは、ロシアの政治・外交の歴史に関する研究（特にピョートル大帝に関するもの）を行っており、これにより多くの記事や書籍が生まれた。 
1940年6月11日、ボリス・ムラヴィエフはパリを離れ、彼の雇用主の移転先であるフランス南部キャリー＝ル＝ルエに向かった。その後、1943年7月までエクサンプロヴァンスに、最後はエビアンの上方にあるオート＝サヴォワ地方のヌーヴセルに移った。 
1944年初頭、ムラヴィエフはドイツ軍と協力することを拒否したため、ゲシュタポに逮捕されアヌマスに収容された。その後は監視下で解放された。

### スイス
ムラヴィエフが再び逮捕されることを恐れた、フランスの地元騎兵隊のレジスタンスたちは、1944年3月9日にムラヴィエフ一家のスイスへの脱出を支援した。
難民として受け入れられたムラヴィエフ一家は、ヴァレー州ランダの難民キャンプの宿舎が割り当てられた。終戦後、彼らはジュネーブに定住することを許可されて、市街地のアパートに移るまでの期間「知識人難民のための家」という名の施設に滞在した。
55歳で再び難民として生活を始めなければならなかった、ムラヴィエフの経済状況は不安定であった。生計を立てるためにレッスンを提供し、技術翻訳をした。
妻は「ラリッサ・ムラヴィエフ クラシックバレエ学校」を開校して、25年間運営した。当初、ボリス・ムラヴィエフはレッスン時のピアノ伴奏を行った。
1945年4月にムラヴィエフは、ジュネーブ国際研究大学院に入学を申請する。
1951年に大学院を卒業し「ナポレオン戦争の最中のロシア・トルコ同盟」についての論文で学位を取得した。
この時期、ムラヴィエフは東方正教の秘教的伝統に対する関心と知識を体系化し始めた。当初はこの教義を小説で公開する予定であった。この試みは、未完の原稿『イニシエーション - ボリス・クラトフの生活と夢』(Initiation - The life and dreams of Boris Kouratov)に見ることができる。

### 教育
1955年4月、ムラヴィエフはジュネーヴ大学で私講師となり、1917年以前のロシアの歴史に関する講座と、秘教哲学に関するもう1つの講座を1961年まで担当した。「東方正教の秘教的伝統に従った秘教哲学入門」と題された講座には、毎回10人から30人の学生が集まった。
1956年、学年初めに行われた「”新しい人間”の問題」に関する導入講演は、雑誌『サンテーズ』に掲載された。ムラヴィエフはジュネーヴ大学で長年にわたり、同様のテーマで記事を雑誌に投稿した。
ジュネーヴ大学で教えた講座は、ムラヴィエフの3巻の著書『グノーシス』の基礎となる。1961年4月に『グノーシス 第1巻』は、パリの「ラ・コローンブ（白鳩）」から出版され、翌年には、その明晰で熟達した表現が認められ、ヴィクトル＝エミール・ミシェル秘教文学賞を受賞することになる。
1961年ムラヴィエフは、スイスのジュネーヴを拠点とする「秘教的キリスト教研究センター（C.E.C.E.）」を設立し、センター長を務めて、生涯指導した。研究センター(C.E.C.E.)を設立した目的は、「新しい人間」(New Man)、すなわち感情的・知的能力の両面で成熟した、教養豊かでバランスの取れた個人の形成に貢献することであった。
ムラヴィエフがこれらの必要性を特に感じたのは、 21 世紀に至る数年間が歴史的に重要な時であり、また「時代の転換期」として、古い歴史のサイクルが終わり、新しいサイクルが始まる時期で、約束と機会をもたらす一方、大きな危険性もあると考えていたためであった。
『グノーシス』の第1巻が出版された後、ムラヴィエフは多くの手紙を受け取る。彼は『グノーシス』に関心を持つ人に対応するだけでなく、実践的な研究グループの設立を奨励した。これらはジュネーヴ、パリ、リール（フランス）、ブリュッセル（ベルギー）、カイロ（エジプト）、コンゴなどで開始された。
研究センター(C.E.C.E.)は、グループに情報を提供して活動を調整するために、定期的に『情報速報』を発行した。
1964年7月には、興味を持つ人達を訪問するためギリシャに旅行し、旅行後には『グノーシス』のギリシャ語への翻訳が行われた。これらの研究グループは、C.E.C.E.の支援の下で形成されて、『グノーシス』に書かれた教義を実践的なレベルに深化させることを目指していた。
1962年、ボリス・ムラヴィエフはジュネーヴ大学を退職し、研究センター(C.E.C.E.)の活動と『グノーシス』の最後の2巻の執筆に専念した。第2巻は1962年に、第3巻は1965年に発行された。
ムラヴィエフの生涯最後の数年間は、人々の教育に捧げられた。彼の目指すところは、教えを明瞭にし、深化させ、教えの実践的な応用を奨励することであった。
ボリス・ムラヴィエフは、広大で野心的な計画に着手した。アレクサンドリアのクレメンスに倣って、一般的な質問は『秘教的キリスト教義のノート集：ストロマタ』という一連の著書によって回答された。また『ストロマタ』は、一般的な題名の『勝利の芸術』の下にまとめられた。
これらは『グノーシス』で提供された教えに、実践的な要素を補い。教義の研究で生じた、学生の疑問に答えることを目指していた。最初の章が1966年に公開され、その他２つの章は死後に出版された。

### 死去
精力的な活動はムラヴィエフの健康に影響した。1965年3月、彼は心臓発作に襲われ、カンヌでの療養が必要とされた。1966年6月、彼は強い痛みを伴う関節リウマチの発作に襲われ、ベッドにとどまることを余儀なくされる。
1966年9月2日午後8時15分、ボリス・ムラヴィエフはジュネーブで心臓発作のために亡くなる。76歳であった。彼は、ジュネーブのサン・ジョルジュ墓地に埋葬された。
秘教的キリスト教研究センター(C.E.C.E.)は、創立者の死後、間もなくして活動を停止することになる。

### 後世
ムラヴィエフの未亡人であるラリッサは、1968年と1970年に最初の『ストロマタ』の第2章と第3章を出版して、1988年まで研究センターのアーカイブを維持した。その後はジュネーブの公共および大学図書館にムラヴィエフのアーカイブを預けた。
1988年にラリッサは、息子のボリス・ヴセヴォロド・ヴォルコフと同居するためにカナダに移住する。
1989年9月26日にラリッサ・ムラヴィエフはモントリオールで亡くなり、唯一の相続権を息子に残した。
後に息子が2012年3月に亡くなった際に、残りのアーカイブはジュネーブ図書館（BGE、手稿部門）に引き渡され、ムラヴィエフ・コレクションが設立された。このコレクションは研究者が要請すれば入手できる。

## 著書と関連書籍
政治・外交史（フランス語）
- L'histoire de Russie mal connue (épuisé).
- Le Testament de Pierre le Grand, légende et réalité, à la Baconnière, Collection « L'évolution du monde et des idées ». Neuchâtel, 1949.
- Le Problème de l'Autorité super-étatique, à la Baconnière, Collection « L'évolution du monde et des idées ». Neuchâtel, 1950.
- "L'Histoire a-t-elle un sens ?", « La Revue suisse d'Histoire », tome IV, fasc. 4, 1954.
- L'Alliance russo-turque au milieu des guerres napoléoniennes, à la Baconnière, Collection * L'évolution du monde et des idées, Neuchâtel, 1954. (Diplôme des Hautes Études Internationales).
- "Sainte-Sophie de Constantinople", Revue « Synthèses », no 167, Bruxelles, mai 1960.
- La Monarchie Russe, Payot, Paris, 1962.

秘教的キリスト教関連
- Gnosis, Book One, Exoteric Cycle: Study and Commentaries on the Esoteric Tradition of Eastern Orthodoxy
- Gnosis, Book Two, Mesoteric Cycle: Study and Commentaries on the Esoteric Tradition of Eastern Orthodoxy
- Gnosis, Book Three, Esoteric Cycle: Study and Commentaries on the Esoteric Tradition of Eastern Orthodoxy
- Ecrits sur Ouspensky, Gurdjieff et sur la Tradition ésotérique chrétienne, 2008.

『グノーシス』とボリス・ムラヴィエフに言及した書籍
- 前田樹子『エニアグラム進化論 - グルジエフを超えて』春秋社（1994年）。
- Robin Amis, "Mouravieff and the Secret of the Source", in: Gnosis, magazine, n.20, été 1991.
- Robin Amis, A Different Christianity, New York,  SUNY, Albany, 1995.
- Robin Amis, A Search for Esoteric Christianity, Devon, England, Praxis Institute Press, 1997.
- Christian Bouchet , Gurdjieff, coll. « Qui suis-je ? »,  Puisieux, Éditions Pardès, 2001.
- Antoine Faivre , in: Wouter Hanegraaff , Dictionary of Gnosis and Western Esotericism, Leyde, E.J. Brill, 2005, t. II.
- George Heart, Christianity : Dogmatic Faith & Gnostic Vivifying Knowledge, Canada, Trafford Publishing, 2005.
- Pascal Ide, Les neuf portes de l'âme - L'Ennéagramme, Montrouge, Sarment-Éditions du Jubilé, 2007.
- James Moore, Gurdjieff, Paris, Éditions du Seuil, 1999.
- Henry Normand, Symboles universels et traditions vivantes, Les grandes voies initiatiques, Paris, Editions Geuthner, 1997.
- William Patrick Patterson ,  Taking with the Left Hand, Enneagramm Craze, People of the Bookmark & the Mouravieff 'Phenomenon', Fairfax, California, Arete Communications Publishers, 1998.
- Richard Smoley, Conscious Love: Insights from Mystical Christianity, San Francisco, Jossey-Bass, 2008.
- Richard Smoley, Inner Christianity : A Guide to the Esoteric Tradition, Boston, Shambhala, 2002.
- Nicolas Tereshchenko, Gurdjieff et la quatrième voie,  Paris, Guy Trédaniel Éditeur, 1991.
- «La voie de René Daumal, du Grand Jeu au Mont Analogue», Hermès, Bruxelles, N. 5, 1964–1967.